# Kleidotoma psiloides
Kleidotoma psiloides is een vliesvleugelig insect uit de familie van de Figitidae. De wetenschappelijke naam van de soort is voor het eerst geldig gepubliceerd in 1833 door Westwood.